# Edward Hennig
Edward August „Ed“ Hennig (* 13. Oktober 1879 in Cleveland, Ohio; † 28. August 1960 ebenda) war ein US-amerikanischer Turner und zweifacher Olympiasieger.
Bei den Olympischen Sommerspielen 1904 in St. Louis gewann er zwei Goldmedaillen. Er gewann den Einzelwettkampf im Keulenschwingen und teilte sich den Sieg am Reck mit Landsmann Anton Heida. Er war Mitglied des Cleveland Turnverein Vorwärts und erzielte mit diesem den 13. Platz im Mannschaftsmehrkampf.
1942, im Alter von 62 Jahren, wurde Hennig als ältester Kandidat in der Geschichte für den Sullivan Award als herausragender Amateursportler nominiert. Er wurde schließlich Dritter in der Wahl.
Über einen Zeitraum von beinahe 50 Jahren gewann Hennig die nationale Meisterschaft im Keulenschwingen insgesamt 13 Mal; zuletzt als er 71 Jahre alt war. 1911 gewann er auch den Titel am Reck.